# Nailhac
Nailhac is een gemeente in het Franse departement Dordogne (regio Nouvelle-Aquitaine) en telt 271 inwoners (2005). De plaats maakt deel uit van het arrondissement Périgueux. Na de aanpassing van de arrondissementsgrenzen vanaf 2017 door het arrest van 30 december 2016 behoort zij tot het arrondissement Sarlat-la-Canéda.

## Geografie
De oppervlakte van Nailhac bedraagt 19,9 km², de bevolkingsdichtheid is 13,6 inwoners per km².
De onderstaande kaart toont de ligging van Nailhac met de belangrijkste infrastructuur en aangrenzende gemeenten.

## Demografie
Onderstaande figuur toont het verloop van het inwonertal (bron: INSEE-tellingen).